# 行定勳
行定勳（日语：／ Yukisada Isao，1968年8月3日—），日本男性電影導演、演出家、編劇。出身於熊本縣熊本市。

## 來歷、人物
小學時期，行定勳在熊本城觀看了黑澤明的電影《影武者》的拍攝，並立志成為電影製片人。從熊本縣立第二高等學校畢業後，他進入一家製作公司，同時就讀於一所專門從事電影和電視的專門學校——東放學園專門學校。在擔任岩井俊二的電視劇（富士電視台的《GHOST SOUP》和《升起的煙火，從下面看？還是從側面看？》）和林海象的獨立電影的助理導演之後，他又擔任岩井俊二的劇情片《情書》（1995年，ASMIK ACE）和《燕尾蝶》（1996年，日本先驅報），以及哈爾·赫特利的《Flirt》（1995年）等電影的助理導演。
他執導的第一部劇情長片是《OPEN HOUSE》（1997年，松竹），該片在由盛岡市舉辦的第2屆陸奧國際懸疑電影節的新人導演鼓勵獎。大約在這個時候，他開始引起一些業內人士的注意。之後，應一位看過《OPEN HOUSE》的製片人的邀請，他以導演《向日葵》（獲得第5屆釜山國際電影節影評人聯盟獎）首次劇院亮相。隨著《GO！大暴走》（該片囊括了第25屆日本電影學院獎最佳影片、最佳男主角、最佳男配角、最佳女配角）的成功，他迅速受到關注，並憑藉其執導的《在世界的中心呼喊愛情》、《北之零年》、《春之雪》等作品成為熱門製作人。
2002年，根據音樂家兼小說家人成的小說改編的電影《再見，總有一天》，由行定勳執導，本龍一負責音樂，和田惠美負責服裝，中山美穗和大澤隆夫主演，由富士電視台製作並通過東寶在全國上映。然而，行定勳就在拍攝即將開始前退出了。
2006年4月，他開始在家鄉的調頻電台（FM熊本）每月播出名為《月刊行定勳》的直播廣播節目。自2007年以來，他也開始執導舞台劇。
2010年，電影《同棲生活》獲得第60屆柏林影展國際影評人聯盟獎。2018年，他憑藉電影《我很好》獲得了第二個國際影評人聯盟獎。
2020年，原定於4月17日上映的《劇場》和原定於6月5日上映的《愛在末路之境》均因新型冠狀病毒感染的蔓延而相繼延期。在呼籲大家為了預防感染而避免外出的當下，他認定「沮喪是不會有任何成果的。正因為處境艱難，才不能放棄創作」，並以此為契機，與伊藤千尋共同撰寫劇本，遠程參與電影製作，並於4月24日通過YouTube直播發佈了首部新短片。該企劃啟動後不到兩週，它的發布速度就異常快速。他不僅拍了一部遠程電影，還製作了第二部電影。並於5月17日在YouTube直播上進行了發佈。

## 作品

### 長篇電影
- OPEN HOUSE（日语：OPEN HOUSE）（1998年6月電影節上映、2003年12月13日公開，導演、編劇）
- 向日葵（日语：ひまわり (2000年の映画)）（2000年7月29日公開，導演、編劇）
- 閉舍之日（2000年11月25日公開，導演、編劇）[9]
- 奢侈的骨（日语：贅沢な骨）（2001年8月25公開，導演、企劃製作、編劇）
- GO！大暴走（日语：GO (小説)）（2001年10月20日公開，導演）
- Rock'n'Roll Mishin（2002年9月28日公開，導演、編劇）[10]
- Seventh Anniversary（日语：セブンス アニバーサリー）（2003年11月22日公開，導演）
- 日出前向青春告別 a day on the planet（2004年3月20日公開，導演、編劇）
- 在世界的中心呼喊愛情（2004年5月8日公開，導演、編劇）
- 北之零年（日语：北の零年）（2005年1月15日公開，導演）
- 春之雪（2005年10月29日公開，導演）[11]
- 囧男孩的異想世界（日语：遠くの空に消えた）（2007年8月18日公開，導演、編劇）
- 塵封筆記本（日语：クローズド・ノート）（2007年9月29日公開，導演、編劇）[12]
- 這次是愛妻家（日语：今度は愛妻家）（2010年1月16日公開，導演）
- 同棲生活（2010年2月20日公開，導演、編劇）
- 艷之夜Before the Vigil（日语：つやのよる#映画）（2013年1月26日公開，導演）
- 圓桌（日语：円卓 (小説)#映画）（2014年6月21日公開，導演）
- 深夜前的五分鐘（2014年12月27日公開，導演）[1]
- 紅的告別式（日语：ピンクとグレー#映画）（2016年1月9日公開，導演）
- 愛，不由自主（日语：ナラタージュ）（2017年10月7日公開，導演）[13]
- 我很好（2018年2月16日公開，導演）[14]
- 劇場（日语：劇場 (又吉直樹)#映画）（2020年7月17日公開，導演）[15]
- 愛在末路之境（2020年9月11日公開，導演）[16]
- BiSH presents PCR is PAiPAi CHiNCHiN ROCK'N'ROLL（2022年6月10日公開，導演）
- 不是孤單一人（日语：ひとりぼっちじゃない (小説)#映画）（2023年3月10日公開，企劃、製作）
- 謎樣的你（日语：サイド バイ サイド 隣にいる人）（2023年4月14日公開，企劃、製作）
- 左輪百合（日语：リボルバー・リリー#映画）（2023年8月11日公開，導演）

### 短篇、中篇電影
- （2001年2月電影節上映，導演）
- 果醬短片集（日语：Jam Films）「正義」（2002年12月28日公開，導演、編劇）
- 沉月（2002年10月26日公開，導演、編劇）
- 從手指尖到世界（日语：ユビサキから世界を）（2006年7月公開，導演、編劇）
- 看見巧克力的世界（日语：ショコラの見た世界）（2007年10月13日公開，導演）
- 山茶花（日语：カメリア (映画)）「海鷗」（2011年10月22日公開，導演）
- 初戀 第二篇（2012年公開，導演、編劇）
- 世田谷愛情故事（2015年1月6日公開，導演、編劇）
- 美麗的人（日语：うつくしいひと）（2016年3月4日公開，導演、編劇）[17]
- 鳩 Pigeon（2016年10月26日公開，導演，第29屆東京國際影展、國際交流基金 亞洲三面鏡2016：Reflections）
- 撩亂的裸舞曲（日语：ジムノペディに乱れる）（2016年11月26日公開，導演，羅曼情色電影（日语：日活ロマンポルノ））[18]
- 美麗的人：你還好嗎？（日语：うつくしいひと）（2017年夏天公開，導演、編劇）
- （2018年4月6日公開，導演、編劇）
- 那個瞬間，我很想哭 -CINEMA FIGHTERS project-（日语：その瞬間、僕は泣きたくなった-CINEMA FIGHTERS project-）「海風」（2019年11月8日公開，導演、編劇）
- A day in the home Series（2020年，導演、編劇）
  - （4月24日發佈）[19]
  - （5月17日發佈）[20]
  - （2020年）

### 電視劇
- 我，戀愛了。（日语：恋、した。）「藍色月亮」（1997年8月18日，東京電視台，演出、編劇）
- 美少女H（日语：美少女H） 2「死球」（1998年10月26日，富士電視台，演出、編劇）
- （1998年11月14日，朝日電視台，演出、原案）
- Tears「很多聖誕老人」（1998年12月24日，朝日電視台，演出）
- JUDGE CAFE（2001年1月28日、3月25日，BS-i，演出）
- A SIDE B counseling 拒絕上學的老師（2001年10月14日，BS-i，演出）
- A SIDE B counseling 另一個自己（2001年12月9日，BS-i，演出）
- （2002年1月2日，WOWOW，導演）
- 私家偵探濱麥克（日语：私立探偵 濱マイク） （2002年7月22日，讀賣電視台，導演、編劇）
- （2002年8月1日，BS-i，導演、編劇）
- （2003年1月28日，NHK BS高畫質，演出）
- 戀愛星期天（日语：恋する日曜日） 如果能在夢中相遇（2003年5月18日，BS-i，導演）
- 完美的家族（2004年8月14日—9月18日，KBS2、Lemino（日语：Lemino），導演、編劇）[21]
- 平成猿蟹合戰圖（日语：平成猿蟹合戦図）（2014年11月15日—12月20日，WOWOW，導演、編劇協力）

### 網路電視劇
- 從頭髮開始的故事（2005年2月發佈，KOSÉ SALON STYLE（日语：サロンスタイル），導演、編劇）
- Pure（2006年10月發佈，SEED隱形眼鏡，導演）
- 新熟女時代（日语：女たちは二度遊ぶ#ドラマ）（2010年3月發佈，BeeTV（日语：BeeTV），導演）
- Flame（2009年10月發佈，Mynavi 2011，導演）
- 派對終了（日语：パーティーは終わった）（2011年2月發佈，BeeTV，導演）
- （2011年5月發佈，FIVESTAR WEDDING，導演）
- 松竹梅白壁藏「澪」氣泡清酒網路限定影片（寶酒造）
  - 篇（2015年4月23日發佈，演出）[22]
  - 篇（2015年10月發佈，演出）[23]
- 第8話（2021年4月發佈，WOWOW點播，飾 本人）[24][25][b]

### 舞台
- （2007年2月上演，演出）[3]
- （2008年5月、2013年6月、2014年8月上演，演出）
- 同棲生活（2012年1月上演，演出）
- Taking Sides（日语：テイキング・サイド）（2013年2月上演，演出）[26]
- （2014年11月上演，演出）[27]
- （2015年9月上演，演出）[28]
- （2024年12月上演，翻案、演出）[29]

### MV
- LOVE and LIFE／木村佳乃（1998年9月）
- Voyage／濱崎步（2002年9月）
- ／岩瀨敬吾（日语：岩瀬敬吾）（2002年10月）
- 從手指尖到世界（日语：ユビサキから世界を）／UNDER GRAPH（日语：アンダーグラフ）（2006年）
- 青春之雨（日语：青春の雨）／ONE☆DRAFT（日语：ONE☆DRAFT）（2008年8月）
- 祈禱（日语：祈り/涙の壁）／森友嵐士（日语：森友嵐士）（2010年9月）
- 絕滅黑髮少女／NMB48（2011年7月）
- 不一樣的石頭／KinKi Kids（2012年1月）
- 幸福的遙之彼方（日语：らき☆すた キャラクターソング）／可樂棒（日语：クラムボン (バンド)）（2013年5月）
- 即使如此世界依然美麗（日语：Luna (塩ノ谷早耶香のアルバム)）／鹽之谷早耶香（日语：塩ノ谷早耶香）（2014年12月）[30]
- Right Now（日语：Right Now (ASIAN KUNG-FU GENERATIONの曲)）／ASIAN KUNG-FU GENERATION（2016年1月）[31]
- ／REBECCA（日语：レベッカ (バンド)）（2017年11月）[32]
- 革命／MOROHA（日语：MOROHA）（2018年6月）[33]

### 電視廣告
- KOSÉ SALON STYLE（日语：サロンスタイル）（2005年2月播出）
- 家庭教師的TRY TRY@HOME（2005年3月播出）
- KONAKA（日语：コナカ） Recruit & Freshman（2005年10月播出）
- DOCOMO SO903i（日语：SO903i）（2007年1月播出）
- 每日Communications（日语：マイナビ） Mynavi 2011（2009年10月播出）
- FIVESTAR WEDDING（日语：日本セレモニー）（2011年5月播出）
- 大東建託（日语：大東建託） DK SELECT（2018年2月）[34]
- 銀座鑽石白石（2018年5月播出）[35]

### 錄影帶
- 珍貴的回憶 降落傘消失的夏天（1997年發行，導演）

### 製作
- Making of GO（2001年，監修）
- （2004年，監修）
- 在世界中心呼喚愛朔月太郎和阿木的記憶的門（2004年，導演）
- 春之雪 ～清顯與聰子的追想物語～（2005年，監修）
- 消失在遠空（2007年，監修）
- 塵封筆記本（日语：クローズド・ノート） Music Movie with YUI（2007年，監修）

### 電影預告片
- （2006年公開，演出）（克日什托夫·基斯洛夫斯基導演）
- 空中殺手 The Sky Crawlers（2008年公開，演出）（押井守導演）

### 作詞
- （2013年1月23日）—與横山劍（日语：横山剣）共同創作[36]

### 助理導演作品
電影
- 恐怖人生（1994年3月5日公開）（林海象導演）
- 通往遙遠過去的階梯（1995年3月18日公開）（林海象導演）
- 情書（1995年3月25日公開）（岩井俊二導演）
- 升起的煙火，從下面看？還是從側面看？（1995年8月12日公開）（岩井俊二導演）
- 燕尾蝶（1996年9月14日公開）（岩井俊二導演）
- ATLANTA BOOGIE（日语：アトランタ・ブギ）（1996年11月9日公開）（山本政志導演）
- FLIRT（1997年3月公開）（哈爾·赫特利（英语：Hal Hartley）導演）
- 四月物語（1998年3月14日公開）（岩井俊二導演）
- DOG-FOOD（1999年4月24日公開，演出補）（田邊誠一導演）

電視劇
- GHOST SOUP（日语：GHOST SOUP）（1992年12月21日播放）（岩井俊二導演）
- 升起的煙火，從下面看？還是從側面看？（1993年8月26日播放）（岩井俊二導演）
- 瘋狂的愛（1994年1月6日播放）（岩井俊二導演）

錄影帶
- 毛帽子（1997年3月發行）（岩井俊二導演）

## 獲獎紀錄
- 《GO！大暴走（日语：GO (小説)）》
  - 第25屆日本電影學院獎最佳導演獎[37]
  - 第44屆藍絲帶獎導演獎
  - 第11屆日本電影影評人大獎導演獎[38]
  - 第14屆日刊體育電影大獎石原裕次郎獎導演獎
  - 第16屆高崎電影節（日语：高崎映画祭）新人導演大獎
  - 第75屆電影旬報十佳獎日本電影導演獎
- 《在世界的中心呼喊愛情》
  - 第28屆日本電影學院獎最佳導演獎
- 《北之零年（日语：北の零年）》
  - 第29屆日本電影學院獎最佳導演獎
- 《囧男孩的異想世界（日语：遠くの空に消えた）》、《塵封筆記本（日语：クローズド・ノート）》
  - 第1屆HIHO白菜電影獎（日语：HIHOはくさい映画賞）
- 《東京同棲生活》
  - 第60屆柏林影展國際影評人聯盟獎
- 、
  - 第18屆千田是也獎
- 《美麗的人（日语：うつくしいひと）》
  - 短片電影節 & 亞洲2016觀光映像大獎[39]
- APN獎（2016年）[40]
- 《我很好》
  - 第68屆柏林影展國際影評人聯盟獎[6]

## 腳註

## 外部連結
- 行定勳的Facebook專頁 （日語）
- SecondSight公司官網 （日語）
- （日語）—行定勳的官方個人部落格。
- 行定勳 （日語）—allcinema（日语：allcinema）
- 行定勳 （日語）—KINENOTE
- 日本電影數據庫（JMDb）上行定勳的資料（日語）
- Isao Yukisada在互联网电影资料库（IMDb）上的資料（英文）